# Sylvie Zünd
Sylvie Zünd (* 26. Februar 2001 in Balzers) ist eine liechtensteinische Tennisspielerin.

## Karriere
Zünd spielt bislang vor allem Turniere der ITF Junior Tour und der ITF Women’s World Tennis Tour, wo sie bisher einen Titel im Einzel gewinnen konnte.
2013 wurde Sylvie Zünd „Schweizer Meisterin Girls U12“.
2018 nahm sie im Oktober für Liechtenstein an den Olympischen Jugend-Sommerspielen teil, wo sie sowohl im Einzel, Doppel und Mixed antrat. Im Einzel gewann sie gegen die Georgierin Ana Makatsaria mit 7:5 und 6:3, scheiterte dann aber im Achtelfinale an der Chinesin Wang Xinyu mit 4:6 und 0:6. Im Doppel verlor sie mit ihrer Partnerin Elisabetta Cocciaretto bereits in der ersten Runde gegen die Paarung Kaja Juvan und Iga Świątek mit 0:6 und 2:6. Im Mixed trat sie mit Nicolás Álvarez Varona an, verlor aber ebenso bereits in der ersten Runde gegen María Carlé und Sebastián Báez mit 4:6 und 2:6.
2019 qualifizierte sie sich im Juli für das Hauptfeld der mit 25.000 US-Dollar dotierten Knoll Open, wo sie dann aber in der ersten Runde gegen Nathaly Kurata mit 2:6 und 3:6 verlor.
2021 kam Zünd meist nicht über die erste oder zweite Qualifikationsrunde hinaus.
2023 qualifizierte sie sich für das Hauptfeld der mit 25.000 US-Dollar dotierten Carinthian Ladies Lake’s Trophy V, wo sie dann aber in der ersten Runde gegen Alexandra Cadanțu-Ignatik mit 5:7 und 1:6 verlor. Bei der ebenfalls mit 25.000 US-Dollar dotierten Swiss Tennis International Tour im Juli konnte sie sich auch wieder für das Hauptfeld qualifizieren, verlor dann aber in der ersten Runde mit 6:2, 2:6 und 0:6 gegen Lisa Zaar. Im August trat sie mit Partnerin Daianne Hayashida bei den W40 Arequipa im Doppel an. Die beiden mussten ihr Erstrundenmatch verletzungsbedingt gegen Miriana Tona und Victoria Muntean beim Stand von 0:6 aufgeben. Ende August konnte Zünd dann in Lima ihren ersten ITF-Titel feiern.
2024 musste Zünd bis Ende April wegen einer Viruserkrankung pausieren. Sie konnte sich dann aber im Mai für das Hauptfeld im Dameneinzel der mit 40.000 US-Dollar dotierten Krka Open Otočec qualifizieren, wo sie dann aber in der ersten Runde gegen Lara Schmidt mit 1:6 und 3:6 verlor. Eine Woche später konnte sie bei den W35 Klagenfurt mit Partnerin Arabella Koller im Doppel mit einem 6:2 und 6:2 Sieg über Sarah Kanduth und Karina Kovalchuk das Viertelfinale erreichen, das die beiden dann gegen Aneta Kučmová und Nika Radišić mit 0:6 und 2:6 verloren. Im Juni qualifizierte sie sich beim W35 Klosters für das Hauptfeld im Dameneinzel und konnte mit einem 6:4, 6:75 und 6:0 Sieg über Sarina Schnyder das Achtelfinale erreichen, wo sie dann gegen Alexandra Vecic mit 2:6 und 3:6 verlor.

## Turniersiege

### Einzel
| Nr. | Datum           | Turnier | Kategorie | Belag | Finalgegnerin        | Ergebnis      |
| --- | --------------- | ------- | --------- | ----- | -------------------- | ------------- |
| 1.  | 27. August 2023 | Lima    | ITF W15   | Sand  | Julieta Lara Estable | 3:6, 6:3, 6:0 |